# Riera de Mas Riera
La Riera de Mas Riera és un torrent de la conca de Calonge al Baix Empordà. Neix a una altitud de 350 m al vessant nord del Puig d'en Ponç a Romanyà de la Selva (Santa Cristina d'Aro) i en confluir amb la Riera de Mas Cases a 49 metres sobre el nivell mitja del mar, forma la Riera dels Molins un centenar de metres aigües amunt del Molí de Mesamunt.

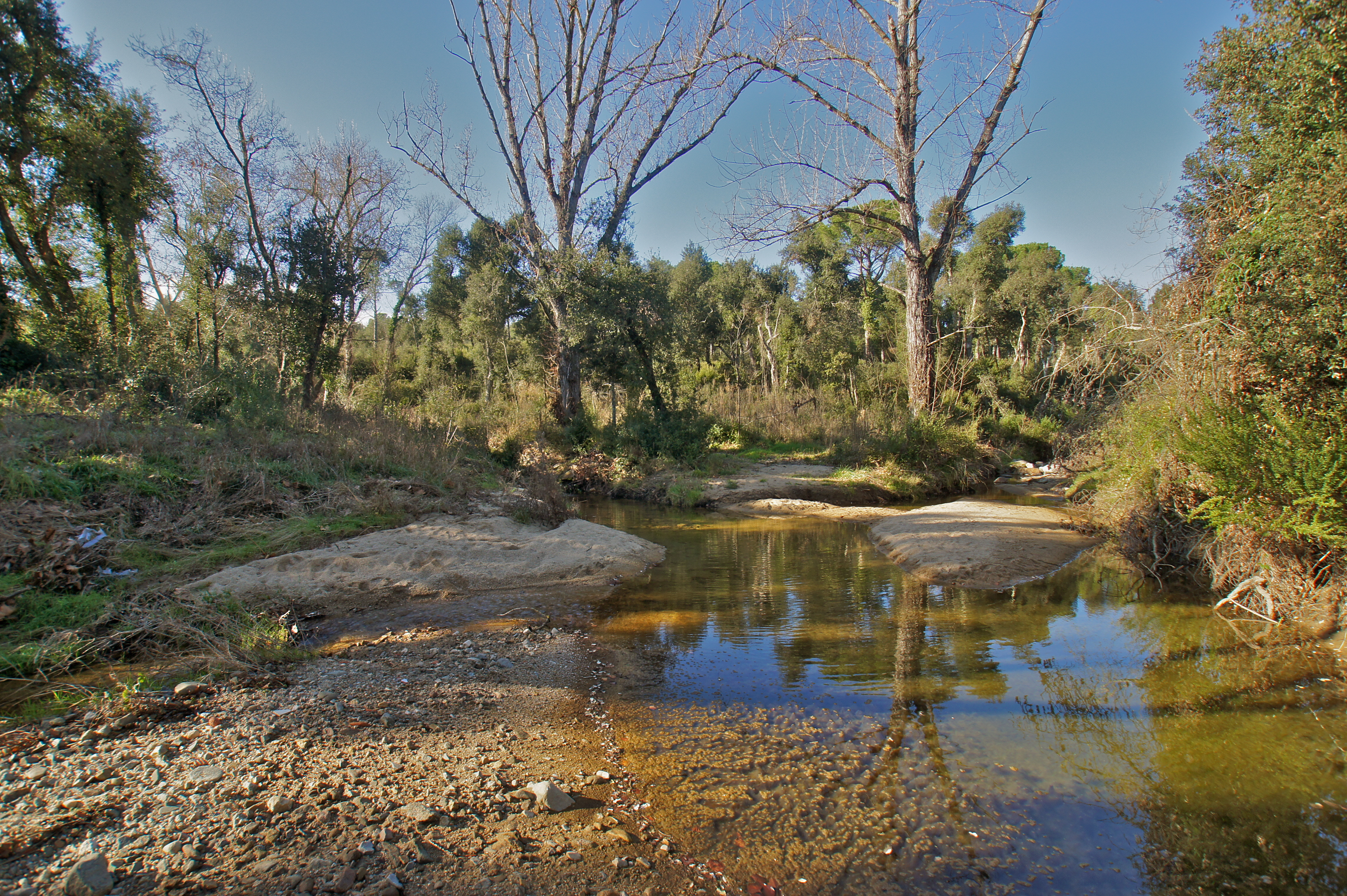
Confluència amb la Riera de Mas Cases (dreta) i la Riera dels Molins (primer pla)
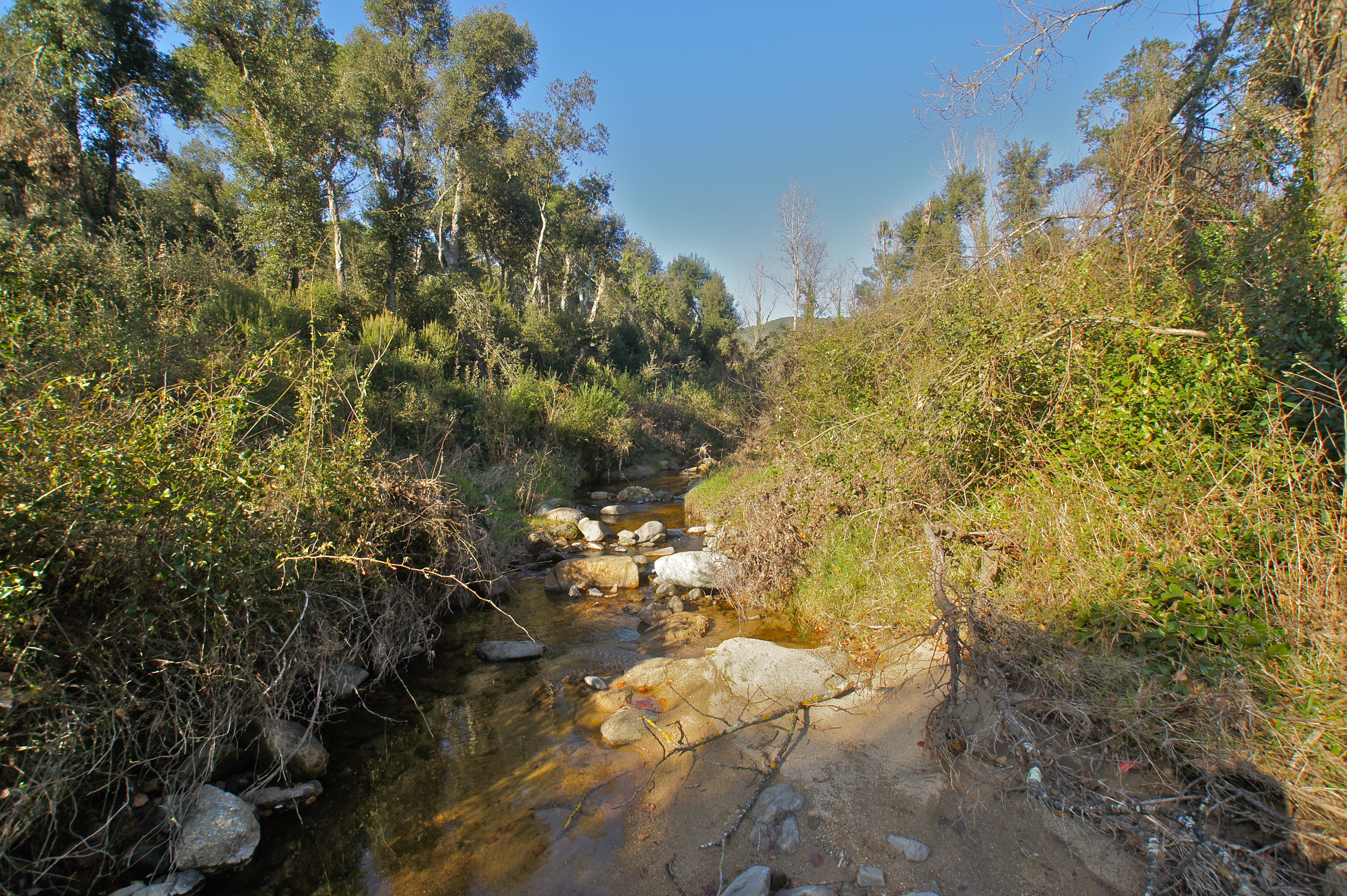
Riera de Mas Riera